# Педагогічні курси
Педагогічні курси, скор. педку́рси — одна з форм підготовки, підвищення кваліфікації та перепідготовки вчителів загальноосвітньої школи й викладачів спеціальних навчальних закладів.

## Історія
У Російській імперії у другій половині XIX сторіччя в систему педагогічної освіти ввели літні 4—6-тижневі курси, які організовували для підвищення кваліфікації вчителів земствами та міськими управами. Після закриття педагогічних інститутів при університетах (1859—1863) діяли дворічні курси при навчальних округах. Була незначна кількість приватних курсів.
У 60—70-х роках XIX сторіччя відкрили вищі жіночі курси. Вони готували вчительок для жіночих гімназій і молодших класів чоловічих гімназій. Функціонували Фребелівські курси, які готували виховательок для родин і дитячих садків за системою Ф. Фребеля (в Києві, Одесі, Харкові та інших містах). При деяких вищих початкових училищах і прогімназіях діяли дворічні курси. 
У 1920—1960-х в УРСР та СРСР діяли стаціонарні вищі педагогічні курси різних профілів з підготовки викладачів педагогічних та інших спеціальних дисциплін для середніх спеціальних і професійно-технічних навчальних закладів.